# La Oreja de Van Gogh
Pour les articles homonymes, voir Van Gogh (homonymie).
La Oreja de Van Gogh est un groupe espagnol de pop, originaire de Saint-Sébastien, au Pays basque. Il est l'un des groupes espagnols qui vend le plus d'albums avec plus de six millions de disques vendus.

## Histoire

### Étape avec Amaia Montero (1996–2007)
La Oreja de Van Gogh (littéralement L'Oreille de Van Gogh) est formé en 1996 par un groupe de jeunes qui se sont connus à l'université : Pablo Benegas le guitariste, Álvaro Fuentes le bassiste, Xabi San Martín aux claviers, et Haritz Garde le batteur. Les quatre étudiants avaient l'habitude de jouer de morceaux de rock alternatif pour le plaisir, avant de rencontrer Amaia Montero, qui devient la chanteuse de cette toute nouvelle formation. Ils décident de faire une maquette ; la chanson n'est plus un passe temps, mais une vocation. Plus tard, le groupe finit premier au Concours de Pop/Rock de Saint-Sébastien. Cela leur permet de signer un contrat avec Sony Music.

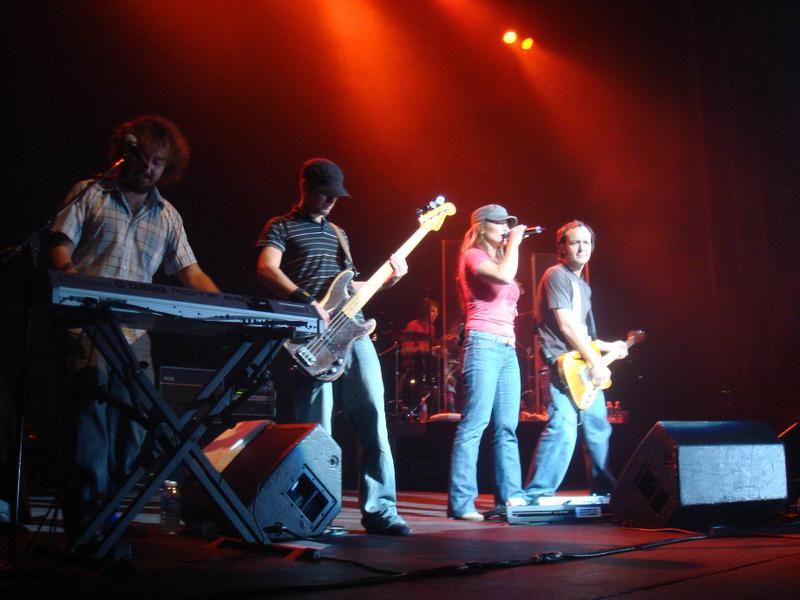
Le groupe en concert pendant sa tournée Guapa Tour en 2006.

En 1998 leur premier album, Dile al sol, est en vente et connaît un grand succès en Espagne ; il fait partie des meilleures ventes de l'année et gagne un Premio Ondas comme artiste de l'année. Le groupe part en tournée et sortira deux autres albums par la suite : El Viaje de Copperpot et Lo que te conté mientras te hacías la dormida. Leurs chansons parlent de l'adolescence, de ses secrets, de la jeunesse, des premières amours...
Le groupe part en visite au Japon en 2005, pour l'Expo 2005.
En 2006, le groupe sort un nouvel album, Guapa, qui connaît un grand succès en Espagne. Le premier single s'intitule Muñeca de trapo.

### Étape avec Leire Martínez (2008–2024)

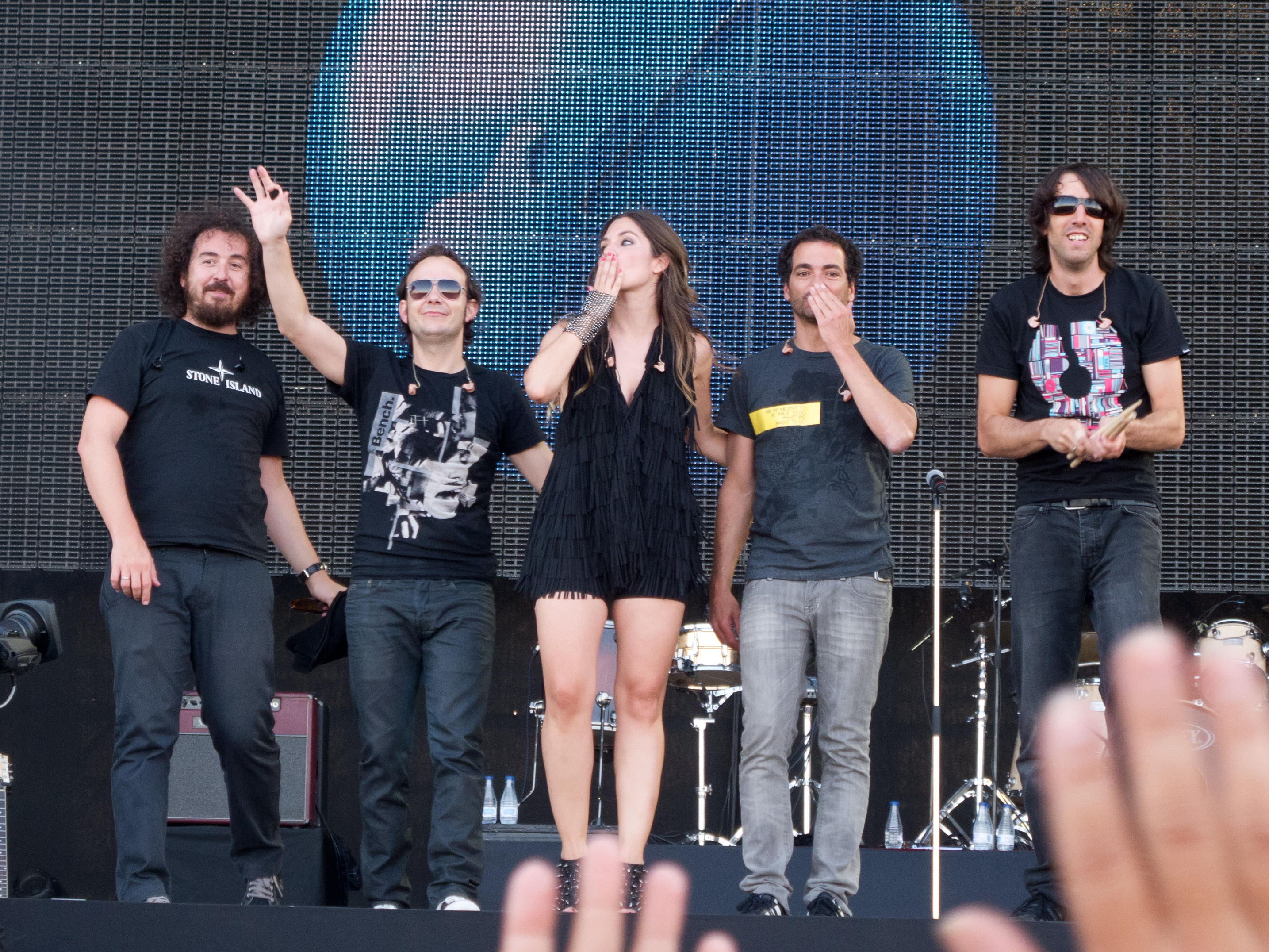
Le groupe en concert au festival Rock in Rio à Madrid.

Le 19 novembre 2007, la chanteuse Amaia Montero annonce qu'elle quitte le groupe pour poursuivre sa carrière seule. Leire Martínez, jeune chanteuse qui a participé à X Factor (célèbre télé-crochet) est choisie pour la remplacer. La Oreja de Van Gogh sort un nouvel album le 2 septembre 2008, intitulé A las cinco en el Astoria, qui comporte plusieurs réenregistrements de leurs anciennes chansons avec la voix de Leire Martínez. Il est enregistré dans les Landes, au sud-ouest de la France. Un nouvel album acoustique avec l'Orchestre Symphonique de Bratislava est sorti le 20 octobre 2009 : Nuestra Casa a la Izquierda del Tiempo.
En 2011, La Oreja de Van Gogh sort l'album Cometas por el cielo, avec son premier single éponyme. Entre 2013 et 2015, ils visitent une grande partie du territoire latino-américain avec sa tournée Tour Primera Fila. En avril 2016, le groupe envisage d'enregistrer un nouvel album studio. El Planeta Imaginario voit le jour le 14 novembre 2016, après avoir été enregistré aux studios Le Manoir, dans les Landes (France), où le groupe avait déjà enregistré cinq de ses précédents albums.
Le 13 avril 2020, le groupe dévoile son nouveau single, Abrázame, extrait de son nouvel album Un susurro en la tormenta, qui est paru le 18 septembre 2020. Le 14 octobre 2024, La Oreja de Van Gogh annonce sur ses réseaux sociaux que Leire et le groupe se séparaient après 17 ans en raison de désaccords mutuels.

## Discographie

### Albums studio

#### Avec Amaia Montero
- 1998 : Dile al Sol
- 2000 : El Viaje de Copperpot
- 2003 : Lo que te conté mientras te hacías la dormida
- 2006 : Guapa

#### Avec Leire Martínez
- 2008 : A las cinco en el Astoria
- 2011 : Cometas por el cielo
- 2016 : El Planeta imaginario
- 2020 : Un susurro en la tormenta

### Albums live
- 2004 : Lo que te conté mientras te hacías la dormida en directo (tournée 2003)
- 2013 : Primera Fila

### Albums divers
- 2004 : París
- 2006 : Más Guapa
- 2008 : LOVG - Grándes éxitos
- 2009 : Nuestra Casa a la Izquierda del Tiempo